# Karolingerplatz
Der Karolingerplatz ist ein Stadtplatz im Berliner Ortsteil Westend (Bezirk Charlottenburg-Wilmersdorf). Benannt ist er nach dem Herrschergeschlecht der Karolinger.

## Gestaltung
Im Zuge der Bebauung Neu-Westends wurde 1906 ein Stadtplatz ausgewiesen, der 1912/1913 vom Charlottenburger Gartendirektor Erwin Barth gestaltet wurde. Wie auch in anderen Stadtvierteln wurden die Grünflächen damals schon vor der Bebauung geschaffen, um den Wohnwert und den Anreiz zur Niederlassung zu steigern. Als der Platz fertig war, standen unmittelbar daneben noch die Kiefern des Grunewaldes. Die zunächst vorgesehene niedrige, aufgelockerte Bebauung ist dann auf der Nordseite höher und geschlossener geworden.
Der Platz ist in drei separate Bereiche gegliedert:
- Rosengarten,
- die seitlich anschließenden beiden Hain- und Heckenquartiere mit zwei Birkensalons als Ruheplätze, Staudenweg und Taxusallee
- sowie der Spielplatz im Robinienhain auf der Südseite.

Viele Elemente erinnern an fürstliche Gärten der Rokokozeit, die damals wieder sehr beliebt waren.

„Birkenhöfe und Spielplatz sind von breiten Rhododendrenpflanzungen umgeben, einem festen, dunklen Hintergrunde für den Rosengarten. So sind bei scheinbar schematischem Grundrisse Gärten von reicher Abwechselung, mit rhythmischer Raum-, Flächen- und Lichtwirkung, mit Sitzplätzen aller Art, mit Rundgängen und langen Perspektiven entstanden. Die den Platz begrenzenden Straßen sind eng mit Rotdornhochstämmen bepflanzt. Diese werden durch Rosenhecken verbunden.“

Kriegs- und Nachkriegszeit schädigten den Platz vergleichsweise wenig, sodass die erste Wiederherstellung 1949 weitgehend dem Vorkriegszustand entsprach.
Bis heute hat der Platz seinen Charme unverändert bewahrt. Was an alten Ausstattungselementen fehlte (die Bänke von Stadtbaurat Heinrich Seeling, die Lampen von Franz Heinrich Schwechten), wurde 1975–1987 ergänzt. An den erneuerten Rosenbögen stehen seit 1982 wieder die von Barth verwendeten Sorten „American Pillar“ und „Dorothy Perkins“. Die Holzvergitterungen sind dabei wegen der besseren Haltbarkeit in Eisen ausgeführt worden.
Heute steht der Platz als Gartendenkmal in der Berliner Landesdenkmalliste.

## Ehemaliger Anwohner

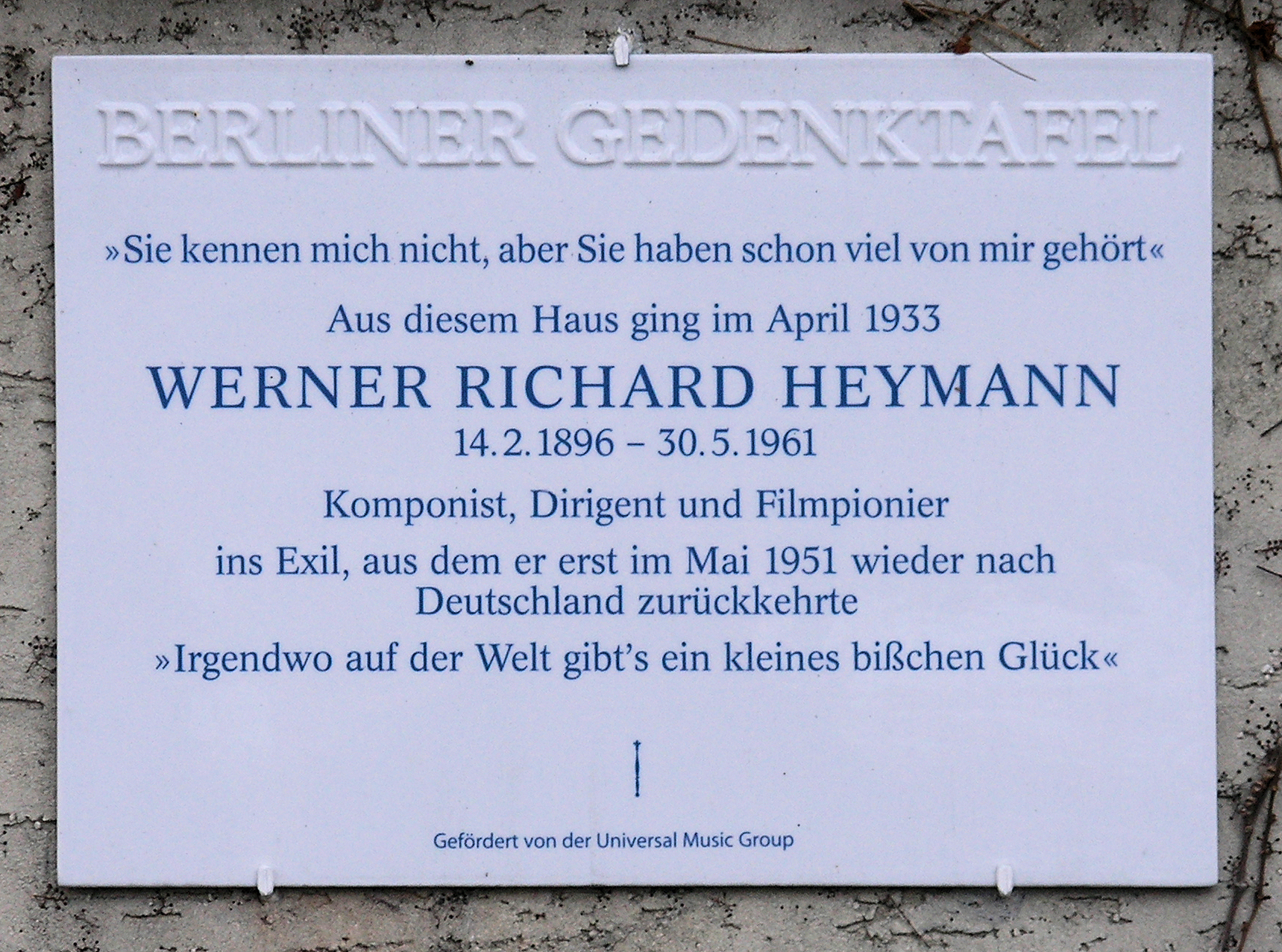
Berliner Gedenktafel für Werner Richard Heymann

Im Haus Nummer 5a wohnte, bis er 1933 aus Deutschland flüchten musste, der Komponist und Dirigent Werner Richard Heymann (Ein Freund, ein guter Freund, Liebling, mein Herz läßt dich grüßen).